# Great Gidding
Great Gidding est une paroisse civile et un village du Cambridgeshire, en Angleterre.